# 들어듀오
들어듀오는 2017년에 데뷔한 혼성 음악 그룹이다. 보컬인 이예인은 MBC 스타 오디션 위대한 탄생 3에서 '슈가소울'이라는 팀으로 Top24까지 오른 인물이기도 하다.

## 음반
- 어장관리 (2017)
- 고생 많았어요 (2017)